# Humbertpolynom
Inom matematiken är Humbertpolynomen  πλn,m(x) en generalisering av Pincherlepolynomen, introducerad av Pierre Humbert 1921. De definieras som koefficienterna av deras genererande funktion
{\displaystyle \displaystyle (1-mxt+t^{m})^{-\lambda }=\sum _{n=0}^{\infty }\pi _{n,m}^{\lambda }(x)t^{n}.}